# Kortvingrootoogbaars
De kortvingrootoogbaars (Pempheris poeyi) is een straalvinnige vissensoort uit de familie van bijlvissen (Pempheridae). De wetenschappelijke naam van de soort werd voor het eerst geldig gepubliceerd in 1885 door Bean.